# The Good Doctor (televisieserie)
The Good Doctor is een Amerikaanse medische/dramaserie die gebaseerd is op de Zuid-Koreaanse televisieserie Good Doctor uit 2013. De acteur Daniel Dae Kim zag deze televisieserie en kocht de rechten hiervan voor zijn productiebedrijf, en bracht deze later onder bij CBS. CBS besloot toen om geen pilotaflevering te maken. Kim had zoveel vertrouwen in deze televisieserie dat hij besloot om de rechten van CBS terug te kopen, en ontwikkelde toen samen met SPE en scenarioschrijver David Shore, maker van de televisieserie House, de televisieserie The Good Doctor verder. De televisieserie wordt geproduceerd door SPE en ABC Studios, in samenwerking met Shore Z Productions, 3AD en Entermedia. David Shore functioneert als leidende uitvoerend producent en Daniel Dae Kim als uitvoerend producent. 
De televisieserie maakte op 25 september 2017 zijn première, en ABC Studios maakte toen voor het eerste seizoen 18 afleveringen. Dankzij de goede kijkcijfers en kritieken besloot ABC in mei 2018 de opdracht te geven voor het tweede seizoen dat in 2018 uit kwam. In februari 2019 werd besloten voor een derde seizoen, en dit is in september 2019 in Amerika in première gegaan. De televisieserie wordt voornamelijk gefilmd in Vancouver, Canada.

## Verhaal
The Good Doctor gaat over dr. Shaun Murphy (Freddie Highmore), een jonge chirurg met het savant-autismesyndroom die gaat werken in het fictieve St. Bonaventure Hospital in San Jose. Ondanks de sceptische houding van het personeel blijkt al snel dat dr. Murphy een aanwinst is voor het ziekenhuis, en bouwt een goede verstandhouding op met zijn collega's.

## Rolverdeling

### Vaste personages en acteurs
- Freddie Highmore als dr. Shaun Murphy (Seizoen 1 -  ): Een chirurg in opleiding met het savant autismesyndroom. Dankzij zijn syndroom beschikt hij over fotografisch geheugen, waardoor hij zeer snel diagnoses kan stellen. Op persoonlijk vlak stuit hij regelmatig anderen tegen de borst, omdat hij gevoelloos communiceert en gewoon de waarheid zegt. In flashbacks over zijn jeugd wordt hij gespeeld door Graham Verchere.
- Nicholas Gonzalez als dr. Neil Melendez (Seizoen 1 - 3): hoofd thoraxchirurgie in het ziekenhuis en hoofd van alle chirurgen in opleiding. Heeft tot en met aflevering 12 een verhouding met Jessica Preston.
- Antonia Thomas als dr. Claire Browne (Seizoen 1 - 4): Een chirurg in opleiding die een speciale verhouding heeft met dr. Murphy.
- Chuku Modu als dr. Jared Kalu (Seizoen 1 en 6): Een chirurg in opleiding van een rijke afkomst.
- Hill Harper als dr. Marcus Andrews (Seizoen 1 - ): Hoofd van de afdeling chirurgie, plastisch chirurg en lid van het bestuur. Hij is niet blij met de aanwezigheid van dr. Murphy en aast op de baan van dr. Glassman.
- Richard Schiff als dr. Aaron Glassman (Seizoen 1 - ): Directeur van het ziekenhuis en werkt als neurochirurg. Naast zijn werkzaamheden is hij begeleider en goede vriend van dr. Murphy sinds zijn veertienjarige leeftijd.
- Fiona Gubelmann als dr. Morgan Reznick (Seizoen 1 - ): Nieuwe chirurg in opleiding die de strijd aangaat met de andere chirurgen in opleiding en hier veel voor overheeft.
- Will Yun Lee als dr. Alex Park (Seizoen 1 - ): een voormalige politieagent die besloten heeft om zijn carrière voort te zetten als dokter.
- Tamlyn Tomita als Allegra Aoki (Seizoen 1 - 2, gastrol in 3): Voorzitster van het bestuur van het ziekenhuis, en vicepresident van de instelling die de ziekenhuisfinanciën beheert.
- Christina Chang als dr. Audrey Lim (Seizoen 1 - ).
- Paige Spara als Lea (Seizoen 1 - ): Buurvrouw en goede vriendin van dr. Murphy.
- Jasika Nicole als dr. Carly Lever (Seizoen 1 - 3): Patholoog in het ziekenhuis, heeft in seizoen 3 enige tijd een relatie met dr. Murphy.

### Dikwijls terugkerende personages en acteurs
- Beau Garrett als Jessica Preston (Seizoen 1): Kleindochter van de oprichter van het ziekenhuis, en vriendin van dr. Aaron Glassman. Zij werkt als advocate voor het ziekenhuis en is hoofd van de risicoafdeling.
- Dylan Kingwell als Steve Murphy (Seizoen 1 - ): De jongere broer van dr. Murphy in de flashbacks over zijn jeugd. Hij speelde ook de rol van Evan Gallico, een patiënt in de aflevering Point Three Percent.
- Graham Verchere als jonge Shaun Murphy in de flashbacks (Seizoen 1 - ).
- Lisa Edelstein als dr. Blaize (Seizoen 1 - ): een expert in oncologie.
- Chris D'Elia als Kenny (Seizoen 1): Nieuwe buurman van dr. Murphy, die na het verhuizen van Lea daar komt wonen.
- Marsha Thomason als dr. Isabel Barnes (seizoen 1): echtgenote van dr. Andrews.
- Teryl Rothery als JL (Seizoen 2).
- Daniel Dae Kim als dr. Jackson Han (Seizoen 2): hoofd chirurgie

## Afleveringen
| Seizoen   | Aantal | Amerikaanse uitzenddatum          | Nederlandse uitzenddatum                                                          | Belgische uitzenddatum /                                                                                 |
| --------- | ------ | --------------------------------- | --------------------------------------------------------------------------------- | --- |
| Seizoen 1 | 18     | 25 september 2017 - 26 maart 2018 | 29 januari 2018 - 28 mei 2018                                                     | 2 maart 2018 - 25 mei 2018 (afl. 1-13) en 14 september 2018 - 19 oktober 2018 (afl. 14-18) (VTM)         |
| Seizoen 2 | 18     | 22 september 2018 - 11 maart 2019 | 7 januari 2019 - 6 mei 2019                                                       | 26 oktober 2018 - 28 december 2018 (afl. 1-10) en 13 september 2019 - 1 november 2019 (afl. 11-18) (VTM) |
| Seizoen 3 | 20     | 23 september 2019 - 30 maart 2020 | 9 december 2019 - 13 april 2020 (videoland) 1 juni 2020 - 3 augustus 2020 (RTL 8) | 8 november 2019 - 20 december 2019 (afl. 1-6) 25 september 2020 - 18 december 2020 (afl. 7-20) (VTM)     |
| Seizoen 4 | 20     | 2 november 2020 - 17 juni 2021    | 8 februari 2021 - n.n.b. (Videoland)                                              | N.n.b. (VTM)                                                                                             |
| Seizoen 5 | 18     | 27 september 2021 - 16 mei 2022   | 2022 - n.n.b. (Videoland)                                                         | 2 september 2022 - n.n.b. (VTM)                                                                          |
| Seizoen 6 | 22     | 3 Oktober 2022 - 1 mei 2023       | n.n.b.                                                                            | 6 oktober 2023 - n.n.b. (VTM)                                                                            |
| Seizoen 7 | 10     | 20 februari 2024 - 21 mei 2024    |                                                                                   | 24 januari 2025 - 28 maart 2025 (VTM)                                                                    |